# سرزمین قبل از تاریخ ۱۲: روز بزرگ پرندگان
سرزمین قبل از تاریخ ۱۲: روز بزرگ پرندگان (انگلیسی: The Land Before Time XII: The Great Day of the Flyers) یک تله‌فیلم انیمیشن موزیکال آمریکایی محصول سال ۲۰۰۶ میلادی است که در تاریخ ۲۷ فوریه ۲۰۰۷ به صورت یک فیلم ویدئویی هم منتشر شد.

## داستان
پتری و خواهر و برادرانش آماده پرواز کردن در«روز پرنده‌ها» می‌شوند، اما پتری امیدی ندارد که بتواند به شکل صحیح پرواز کند. او مشغول تمرین می‌شود و در همین حال با گیدو آشنا می‌شود یک میکروراپتور که نمی‌داند دقیقاً چه موجودی است و به کجا تعلق دارد …